# Austin Carlile
Austin Robert Carlile (Pensacola, Florida; 27 de septiembre de 1987) es un músico estadounidense que fue vocalista y líder de la banda metalcore Of Mice & Men, y que también ha tomado cargo en bandas como Attack Attack! y Call It Even.

## Carrera musical

### Attack Attack! (2005-2008)
En 2005 Andrew Wetzel (batería) y Andrew Whiting (guitarra), llamaron a Austin para unirse a una banda que estaba en proceso, Nick White (bajo) y Ricky Lortz (guitarra, voz) se les unieron, formándose Attack Attack!.
En 2007 la banda grabó algunos temas bajo dicha formación. White deja la banda, siendo reemplazado por Johnny Franck, también se les une Caleb Shomo (teclados, voz), If Guns Are Outlawed, Can We Use Swords? se lanzó a mediados de 2008, lo que les ganó el contrato con Rise, para lanzar Someday Came Suddenly, en noviembre de 2008, esta vez con el nuevo bajista, John Holgado.
Por problemas personales, después de una gira con Maylene and the Sons of Disaster, Austin deja repentinamente la banda, siendo reemplazado por Nick Barham.
Actualmente, la banda con su nuevo vocalista, el teclista Caleb Shomo, preparan un tercer álbum de estudio, tras lanzar Attack Attack (álbum), en junio de 2010.

### Of Mice & Men (2009-2010; 2011-2016)
Of Mice & Men se fundó a inicios del 2009, con Austin Carlile y Jaxin Hall. La banda llamó a Philip Manansala (guitarra) y Shayley Bourget (guitarra y voz). Su primer álbum (homónimo) fue anunciado oficialmente para ser lanzado el 23 de febrero de 2010, pero fue aplazado al 9 de marzo.
Austin dejó la banda, por no ser capaz de recorrer a tiempo completo con la banda debido a su salud, reemplazado por Jerry Roush, exvocalista de Sky Eats Airplane.
El 3 de enero de 2011, Austin volvió a la banda junto con el guitarrista Alan Ashby, siendo declarado por Roush, por Twitter, grabando su álbum "The Flood" y la edición deluxe de la misma. Jerry es vocalista de American Me actualmente.
El 30 de diciembre de 2016 se anunció su retiro de "Of Mice And Men" debido a su crítico estado de salud.

## Otros proyectos musicales
En septiembre de 2009, Craig Owens sale de la banda de post hardcore Chiodos, se rumoreó bastante que Carlile fue vocalista por unos pocos meses de la banda, aunque aún no se confirma si fue así. Recientemente, Carlile se unió a la banda, reemplazando a Jerry Roush.
Paralelamente a Attack Attack!, Austin participó en la banda emo/post hardcore Call it Even, junto a Mark Morbitzer (guitarra principal), Matt Tighe (guitarra rítmica), Frank Walton (bajo) y Connor Woodall (batería), la banda se inició en el año 2006 y se disolvió el 2007.
En septiembre de 2010, fue anunciado que posiblemente Austin preparaba un disco en solitario, aunque nunca se aclaró.

## Vida personal
Cuando tenía 17 años le diagnosticaron el síndrome de Marfan, el cual explica el tamaño de sus extremidades con una altura de 1,93 m y sus problemas graves de corazón. Al cumplir los 18 años, Austin formó Attack Attack!, una banda de metalcore, que más tarde incorporó innovadores toques de electrónica, grabando un EP y un álbum. Tras salir por motivos personales de Attack Attack!, en 2009, Austin formó una nueva banda, Of Mice & Men, de la cual salió en 2010, tras grabar un álbum solamente. A inicios de 2011, Austin volvió a la banda, con la cual están preparando un nuevo álbum.
Según su MySpace, Austin es cristiano, debido a eso, inicialmente, el público especuló que por las líricas, Attack Attack! era una banda de metal cristiano, pero luego aclararon que no todos lo eran, por lo que no eran una banda cristiana.
En abril de 2013, Austin estuvo involucrado en altercado que le dejó como consecuencia un cargo inicial por asalto criminal. El 28 de abril, Austin se presentó a la corte donde su cargo fue disminuido a delito menor y por lo cual únicamente le fue requerido pagar una multa equivalente a $1000.00 USD más gastos de la corte, sin embargo se le suspendieron alrededor de $800.00 USD, por lo que Austin abandonó la corte debiendo $335.00 USD. Esto sucedió porque alguien se burlaba de una niña con cáncer, Austin quiso defenderla y golpeó a aquella persona, dejándolo inconsciente y con la nariz rota. 

## Discografía
Attack Attack!
- If Guns Are Outlawed, Can We Use Swords? (EP) (Independiente, 2008)
- Someday Came Suddenly (Rise, 2008)

Of Mice & Men
- Of Mice & Men (Rise, 2010)
- The Flood (Rise, 2011)
- Restoring Force (Rise, 2014)
- Cold World (Rise, 2016)

Apariciones
- Breathe Carolina
  - "Have you ever danced?" (2009)
- Fantastic!
  - "Time Won't Wait" (2009)
- Her Demise, My Rise
  - "Truth Be Told" (2009)
- We Are Defiance
  - "It's a Long Drive Home from Texas" (2009)
- Though She Wrote
  - "Fighting Is for Dead Men" (2010)
- Doy Oy Oy
  - "Knife Guy" (2010)
- That's Outrageous![14]
  - TBA (2011)
- Suicide Silence
  - "O.C.D. (Mitch Lucker Memorial show)" (2012)
- Linkin Park (Faint)
  - Rock in Rio (2015)